# Лашин Олександр Валерійович
Олександр Валерійович Лашин (нар. 2 березня 1982, Маріуполь, Україна) — український богатир, активний громадський та політичний діяч.Шестиразовий переможець змагання Найсильніша людина України, заслужений майстер спорту зі стронгмену, чемпіон світу зі стронгмену, майстер спорту з важкої атлетики, чемпіон та призер чемпіонатів України з важкої атлетики, МСМК з паурліфтінгу, неодноразовий рекордсмен України та світу зі стронгмену, капітан збірної команди зІ стронгмену, а також срібний призер Арнольд Европа Стронґмен Класік. Окрім цього виборов бронзу на чемпіонаті світу у командному змаганні ломусів. Дворазовий чемпіон світу в команді 2014, 2016 року. Один з лідерів   Федерації стронгмену України.

## Життєпис
Олександр Лашин народився 2 березня 1982 року у місті Маріуполь Донецької області. Роки дитинства та юнацтва провів у Гімназії № 1. Після її закінчення, у 1999 році вступив до Донецького вищого училища олімпійського резерву імені С. Бубки за спеціальністю «Фізичне виховання». Здобувши середню освіту, у 2001 році вступив до Донецького державного  інституту здоров’я, фізичного виховання та спорту України за спеціальністю «Олімпійський та професійний спорт».
З 2001 до 2003 року проходив службу у лавах Збройних сил України. З 2003 до 2008 року працював у ОАО «МК «Азовсталь» на посаді спортсмена-інструктора.
У 2006 році вступив до Бердянського інституту менеджменту і бізнесу за спеціальністю  «Спеціаліст з економіки підприємства».

### Спортивна кар'єра
Спортом почав займатися у віці 10 років, після того як його старший брат Сергій віддав його в місцеву команду для занять футболом. Однак в цьому виді спорту Олександр надовго не затримався і спробував бокс.Кінцевий вибір зробив після того як спробував свої сили у вправі зі штанґою. У 14 років на своїх перших змаганнях став чемпіоном міста. В цьому ж віці вийшов на область. У 15 років завоював бронзу на дорослому чемпіонаті України. У 18 років виконав норматив майстра спорту України. Кількаразово ставав чемпіоном України. У віці 20 років поїхав на чемпіонат Європи серед юніорів, який проходив в Італії, де посів четверте місце. В цьому ж віці вперше взяв участь у змаганні «Найсильніша Людина Донбасу», де завоював бронзу, а також став бронзовим призером чемпіонату світу зі стронгмену.
У 2008 році, завоювавши перше звання Найсильнішої людини України, приєднався до команди України у змаганні Найсильніша Нація Світу. У перший день змагань йому випала нагода брати участь у змаганні з підйому каменів вагою 180 та . Однак через те що Олександр Пеканов не зміг підняти камінь вагою , Лашину довелося перейняти естафету та підіймати три камені, з чим він успішно впорався. Після цього надійно закріпився у складі збірної. Також у 2008 році Олександр став бронзовим призером Ліги Чемпіонов , що проходила у Румунії та цього ж року у Вільнюсі здобув срібло на чемпіонаті Світу з лог-ліфту. 
3 2009 року і досі є діючим капітаном збірної України зі стронгмену. У 2012 році став Чемпіоном кубку світу, що проходив у Дніпрі, того ж року став срібним призером Арнольд Стронгмен Класік  у Європі.
29 серпня 2014 року Олександр Лашин та Віктор Юрченко здобули золото на Чемпіонаті Світу серед найсильніших людей планети. У 2015 році став переможцем командного Кубку Європи з ігор ломусів в австрійському місті Баден, в цьому ж році разом з напарником Олександр виборов бронзу на чемпіонаті Європи зі стронгмену у місті Мадрид .
В серпні 2015 року на турнірі у Луцьку здобув титул "Найсильніша людина України 2015".

### Рекорд з перетягування літака Ан-225 Мрія
26 серпня 2021 року був одним з 8 українських атлетів, які встановили світовий рекорд з перетягування найбільшого у світі вантажного літака Ан-225 «Мрія». Рекорд присвятили 30-літтю Незалежності України та 75-річчю ДП «Антонов». Рекорд встановлювали на аеродромі «Антонов» у селищі Гостомель Київської області. Богатирі перетягували літак з паливом загальною вагою 330 тонн. Спортсменам вдалося перетягнути Ан-225 на 4 метри 30 сантиметрів за 1 хвилину та 13 секунд

### Політична та громадська діяльність
З 2013 року Олександр Лашин бере активну участь у житті міста та країни, стає громадським діячем та меценатом, що було відзначено у конкурсі «Маріуполець року-2013», де він здобув перемогу. Постійно організовує та проводить дитячі свята, спортивні заходи у місті та країні.
У 2016 році Олександр удостоюється почесної відзнаки захисника кордонів батьківської землі.
У 2017 році Олександру Лашину присвоюється звання почесного громадянина Маріуполя.
У 2020 році став Депутатом Маріупольської міської ради 8 скликання.

### Після повномасштабного вторгнення
З перших днів вторгнення росіян займається волонтерськими проектами та створив благодійний фонд. А також займається тренуванням ветеранів в рамках проекту Тренвет.

## Сім'я
Олександр перебуває у шлюбі та виховує двох доньок.